# Christophe Honoré

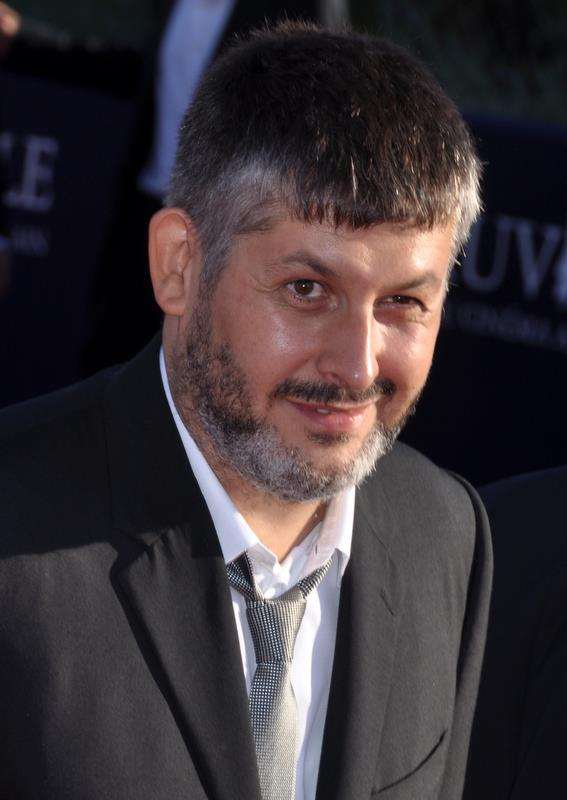
Christophe Honoré beim Festival des amerikanischen Films in Deauville (2012)

Christophe Honoré (* 10. April 1970 in Carhaix-Plouguer) ist ein französischer Theater- und Filmregisseur, Drehbuchautor und Schriftsteller.

## Leben
Christophe Honoré wuchs in Rostrenen im Département Côtes-d’Armor auf. Er studierte moderne Literatur an der Universität Rennes 2 und besuchte eine Filmschule in Rennes. 1995 zog er nach Paris und wurde Kolumnist bei verschiedenen Zeitschriften, darunter Les Cahiers du cinéma. In dieser Zeit sprach er auch in vielen Radiosendungen zum Thema Kino.
Sein Debütwerk am Theater, Les débutantes, schrieb er 1988 für das Festival von Avignon. Im Oktober 2003 wurde es im Hörfunksender France Culture ausgestrahlt. 2005 nahm er mit Dionysos impuissant, einer modernen Version von Euripides Die Bakchen erneut am Festival teil. Louis Garrel spielte den Dionysos, Joana Preiss die Semele. 2008 inszenierte er auf dem Festival von Avignon Angelo, tyran de Padoue von Victor Hugo und ging damit anschließend auf Tournee. Danach arbeitete er für das CDDB-Theater in Lorient.
Honoré schrieb einige Jugendbücher, in denen er sich mit eher schwierigen, „erwachsenen“ Themen wie Selbstmord, AIDS, den Lügen der Erwachsenen, Inzest und Familiengeheimnissen beschäftigte.
Im Jahr 2006 drehte er den Film In Paris, 2007 Chanson der Liebe und 2008 Das schöne Mädchen, eine zeitgenössische Fassung von Die Prinzessin von Clèves von Madame de Lafayette, für den Fernsehsender Arte. 2009 erschien Non ma fille tu n’iras pas danser mit Chiara Mastroianni.
Im April 2009 unterschrieb Honoré zusammen mit anderen Filmschaffenden, darunter Chantal Akerman, Jean-Pierre Limosin, Zina Modiano, Gaël Morel, Victoria Abril, Catherine Deneuve, Louis Garrel, Yann Gonzalez, Clotilde Hesme, Chiara Mastroianni, Agathe Berman und Paulo Branco, einen offenen Brief, der sich gegen das Hadopi-Gesetz richtete.
2024 erhielt er für Marcello Mio mit Chiara Mastroianni in der Titelrolle seine dritte Einladung in den Hauptwettbewerb der Filmfestspiele von Cannes.

## Bibliografie (Auswahl)
- 1995: Tout contre Léo
- 1996: C’est plus fort que moi
- 1997: Je joue très bien tout seul
- 1997: L’affaire petit Marcel
- 1997: L’infamille
- 1998: Zéro de lecture
- 1998: Une toute petite histoire d’amour
- 1998: Je ne suis pas une fille à papa
- 1999: Les nuits où personne ne dort
- 1999: Mon cœur bouleversé
- 1999: Bretonneries
- 1999: La douceur
- 2002: Scarborough
- 2005: Le livre pour enfants
- 2005: Torse nu
- 2008: Le terrible six heures du soir
- 2016: Un enfant de pauvres
- 2017: Ton père

## Filmografie
- 2000: Les filles ne savent pas nager (Drehbuch)
- 2001: Nous deux
- 2002: Mein Bruder Leo (Tout contre Léo)
- 2002: Dix sept fois Cécile Cassard
- 2004: Meine Mutter (Ma mère)
- 2006: In Paris (Dans Paris)
- 2007: Der Tag, der alles veränderte (Après lui, Drehbuch)
- 2007: Chanson der Liebe (Les chansons d’amour)
- 2008: Das schöne Mädchen (La belle personne)
- 2009: Non, ma fille, tu n’iras pas danser
- 2010: Mann im Bad – Tagebuch einer schwulen Liebe (Homme au bain)
- 2011: Die Liebenden – von der Last, glücklich zu sein (Les bien-aimés)
- 2014: Métamorphoses
- 2018: Sorry Angel (Plaire, aimer et courir vite)
- 2019: Zimmer 212 – In einer magischen Nacht (Chambre 212)
- 2021: Guermantes (Drehbuch und Regie)
- 2022: Der Gymnasiast (Le lycéen)
- 2024: Marcello Mio